# Los Angeles (The Kolors)
Los Angeles è un singolo del gruppo musicale italiano The Kolors, pubblicato il 4 ottobre 2019.

## Descrizione
Il brano ha visto la partecipazione vocale del rapper Gué Pequeno, che ha partecipato anche al processo di scrittura insieme al frontman Stash Fiordispino e Tropico. In un'intervista rilasciata a Vanity Fair, Stash ha raccontato la creazione di Los Angeles:
Riguardo invece alla scelta di collaborare con Gué Pequeno, Stash ha rivelato di essersi trovato di fronte a «un gran professionista e un gran signore. È stato educato, preciso, corretto in ogni circostanza» durante la fase di realizzazione.

## Video musicale
Il video, diffuso in contemporanea al singolo, è stato girato a Robecco sul Naviglio sotto la regia di Gianluigi Carella ed è un omaggio a Nelson Campbell, amico di lunga data della band.

## Tracce
Testi e musiche di Davide Petrella, Antonio Stash Fiordispino, Cosimo Fini e Daddy's Groove.
1. Los Angeles (ft. Gué Pequeno) – 3:29

## Classifiche
| Classifica (2019) | Posizione massima |
| ----------------- | ----------------- |
| Italia            | 96                |